# 磁気コンパス
磁気コンパス（じきこんぱす）とは、地磁気を利用して、方位を示す計器。航海計器、航空計器のひとつ。開発においてウィリアム・トムソンが最大の貢献をした（詳細は方位磁針の項を参照）。
故障と誤差がつきまとったので、振動や摩擦を減らす必要があった。そこで1862年、液体へ漬けた湿式がエドワード・サミュエル・リッチーにより完成された。湿式は米海軍が早くから採用したが、英海軍はトムソン式をとり、湿式採用は1906年と遅かった。
磁気コンパスは偏差（地球規模でいう磁界の地域差）の影響を受けるが、ジャイロコンパスは受けない。ナビゲーションの現場ではどちらのタイプのコンパスなのかを明示する必要があるため、「磁気コンパス」という用語が用いられる。